# Wilhelm Schell
Wilhelm Joseph Friedrich Nikolaus Schell  (Fulda, 31 de outubro de 1826 – Karlsruhe, 13 de fevereiro de 1904) foi um matemático e bibliotecário alemão.
Schell cresceu em Fulda e estudou matemática em Marburg e Berlim. Obteve um doutorado em 1851 em Marburg, com a tese Über die Abwicklung einfacher krummer Flächen. Obteve a habilitação no mesmo ano e tornou-se Privatdozent da Universidade de Marburgo, sendo a partir de 1856 professor extraordinário. Em 1861 lecionou geometria na Polytechnische Schule em Karlsruhe, sucedendo em 1863 Alfred Clebsch como Professor Ordinário de Mecânica e Geometria Sintética. A partir de 1868 dirigiu também a biblioteca. Em 1891 foi eleito membro da Academia Leopoldina. Aposentou-se em 1901.
Em 1871-1872 foi diretor da Polytechnische Schule.

## Obras
- Erich Salkowski (Ed.): Wilhelm Schells Allgemeine Theorie der Kurven Doppelter Krümmung, Teubner, 3. Edição 1914, Digitalisat
- Theorie der Bewegung der Kräfte. Ein Lehrbuch der Technischen Mechanik, Teubner 1870, Digitalisat, Digitalisat, Gallica